# Evangelicalismo en Ecuador
El evangelicalismo en Ecuador o iglesia evangélica llegó al Ecuador a raíz de las decisiones políticas del gobierno de Eloy Alfaro, presidente que tenía un estilo de gobierno liberal y en las reformas de la constitución ecuatorianas permitió la libertad de culto, pues a partir de la constitución de Gabriel García Moreno estaba prohibida cualquier culto ajeno a la religión Católica.

## Historia
La llegado de los evangélicos en Ecuador tiene su origen durante el gobierno liberal del Eloy Alfaro, quien permitió la entrada de los misioneros evangélicos, la cual estaba prohibido por los gobiernos conservadores y predominantemente católicos.

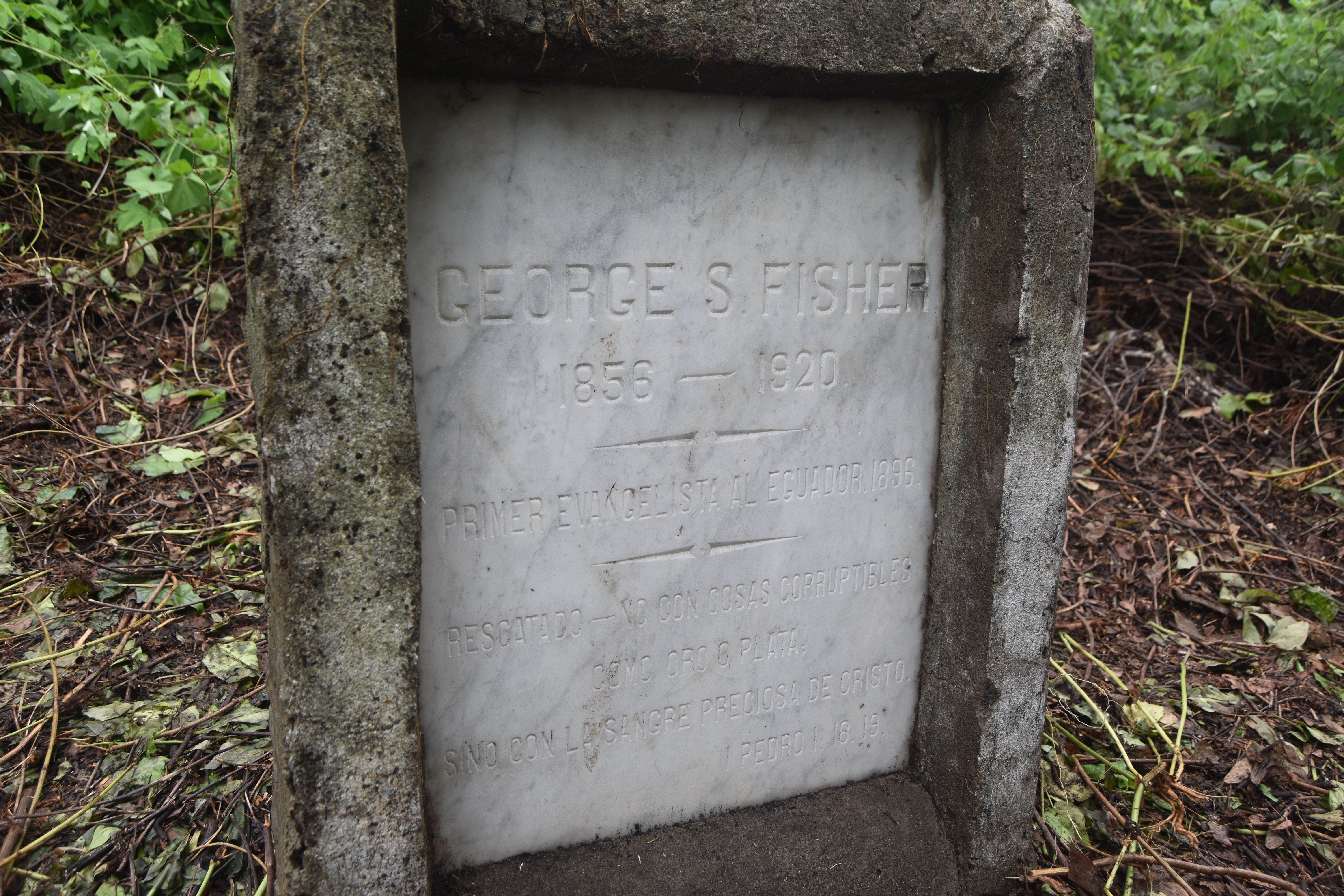

La primera misión evangélica que arribó al territorio ecuatoriano llegó de misioneros norteamericanos a Guayaquil. Fue un 7 de julio de 1896 por vía marítima, que llegaría la misión de Kansas City (Estados Unidos), conformado por Jorge Fisher, J.A Strain y F. W. Farnoll, quienes partieron desde su país natal el 20 de junio de 1896 a bordo del vapor Alianza.

### Los inicios
Los misioneros norteamericanos llegaron a las isla Puná según el diario de Fisher, atraídos por el verdor de los manglares cercanos al Golfo de Guayaquil. Fisher era el líder del grupo y también era el portador de un documento que permitía la entrada al país de la misión evangélica y la cual estaba firmada por Luis Felipe Carbo, ministro plenipotenciario del Ecuador en los Estados Unidos, y dirigida al general Eloy Alfaro, cuyo gobierno liberal dio paso a la libertad de culto en el país (Hasta el año 1895, los evangélicos no podían ingresar al Ecuador).
Una vez ya en la ciudad Fisher y sus compañeros se dedicaron a predicar y rentaron un local en las calles Noguchi y Capitán Nájera, donde improvisaron el primer templo evangélico.
Flesher falleció en 1920 en Guayaquil y sus restos fueron sepultados en el cementerio de extranjero, junto a la puerta número 1, del Cementerio General.

### La primera iglesia
En 1905 adquirieron el solar calles Capitán Nájera y Rumichaca en donde actualmente se encuentra la iglesia Unión Misionera. La construcción se demoró varios años debido a la escasez de recursos económicos y culminó en 1928.

### Primeras mujeres misioneras
A finales del año de 1987 llegaron al Ecuador las primeras misioneras mujeres: la Sra. Strain, la Sra. Reed y la Srta. Lettie Basore.

### Repercusiones
En 1897 la Asamblea Nacional Constituyente declara por primera vez la libertad de conciencia en el Ecuador, dando como resultado que el Concordato con la Santa Sede sea abolido, en el año 1898 el arzobispo de Quito, Pedro González, decreta la excomunión para todos los que compraran libros de los misioneros evangélicos.

## Demografía
En el año 2012 el Instituto ecuatoriano de estadistas y censos presentó la primera estadísticas de afiliaciones religiosas en la cual indica que el 11,30% de la población ecuatoriana se identifica como cristiano evangélico.
En 2014 una encuesta realizada por Pew Research Center mostro cifras similares al INEC, con una población de 13% de ecuatorianos evangélicos, en el estudio también indicaba que el 27% de los evangélicos son más propensos a compartir su fe con otros, y el 50% rezan a diario.
Los templos evangélicos más grandes del país se encuentran en Guayaquil, estos son: Centro Cristiano de Guayaquil, la iglesia Cuadrangular y la iglesia Casa de Fe.

## Política y cuestiones sociales
Evangélicos de distintas denominaciones han participado de elecciones políticas ecuatorianas, entre los cuales se encuentras varios pastores como Melba Jácome Marín, quien aspiro a la presidencia en la elecciones de 2009, Nelson Zavala en las elecciones de 2013, Gerson Almeida en las elecciones de 2021. En todos los casos participaron como candidatos presidenciales. Tras las elecciones del 2021 el presidente electo Guillermo Lasso invitó a la posesión a un pastor evangélico como testigo de su toma de mando.

### Medios de comunicación
En Ecuador existen varios medios de comunicación en radio y televisión que ofrecen contenido religioso orientado al público evangélico, la emisora de radio HCJB fundada en Quito en 1930 es la primera radio cristiana y una de las primeras radioemisoras de Ecuador, Actualmente la Agencia de Regulación y Control de las Telecomunicaciones (Arcotel) registra 30 radioemisoras evangélicas.
Los inicios de la televisión en Ecuador también vendría de la mano de HCJB por medio de la iglesia evangélicas de EE. UU., debido a la falta de leyes que reglamentaran la televisión y los pocos aparatos de televisor que existían en el país, el proyecto quedó en el olvido. En 1993 saldría al aire la señal de tv evangélica Asomavisión en Quito y años posteriores en Guayaquil Abc Tv.

### Controversias
La iglesia evangélica se ha visto manchada debido a algunos casos de violación de niñas y mujeres e incluso por el asesinato de una feligresa, cuyo restos aun no han sido encontrados, el confeso autor un pastor evangélico fue sentenciado a 25 años de presión.
En la última década grupos evangélicos han realizado marchas ecuménicas a nivel nacional en oposición al matrimonio homosexual y a la legalización del aborto, por considerar que cinco jueces no pueden ir en contra del plan de Dios que estableció el diseño original de la familia.

### Iglesias evangelizas durante la cuarentena por la pandemia de COVID-19
Las iglesias evangélicas cerraron sus templos y actividades durante la cuarentena por la pandemia de COVID-19, durante el confinamiento el acto más visible de los evangélicos fue la de realizar un cerco humano de oración en los hospitales de Guayaquil.

## Organización
En Ecuador a los diferentes tipos de evangélicos se los llama denominaciones, y no todas las iglesias no católicas son evangélicas, aunque existen varias organizaciones que agrupan iglesias interdenominacionales, no existe una organización total o real de las iglesias evangélicas a esto se suma la existencias de miles de pequeñas iglesias independientes. Entre las organizaciones están: La Red Evangélica Diaconal Interinstitucional (REDI), la Confraternidad Evangélica Ecuatoriana, y la organización de los indígenas evangélicos en Ecuador.

### Denominaciones
- Iglesia Cuadrangular
- Iglesia Pentecostal
- Iglesia Asambleas de Dios
- Iglesia Convención Bautista Ecuatoriana
- Iglesia reformada
- Iglesia Evangélica Luterana
- Iglesia del Pacto Evangélico del Ecuador

### Protestantes no tradicionales
- Iglesia Adventista del 7mo dia
- Iglesia La Luz del Mundo
- Iglesia de Jesucristo de los santos de los últimos días
- Testigos de Jehova

### ONG´s evangélicas
Hay varias organizaciones cristianas evangélicas en Ecuador, como Misión Alianza Noruega, Remar, Compassion International entre otros, que trabajan con población vulnerable en áreas sociales y de salud.